# Mont Mézenc
Der zweigeteilte Gipfel des Mont Mézenc ist mit einer Höhe von maximal 1753 m die höchste Erhebung des Massif du Mézenc und eine der höchsten Erhebungen des französischen Zentralmassivs.

## Lage
Der Berg befindet sich auf der Grenze zwischen den Départements Ardèche und Haute-Loire im Regionalen Naturpark Monts d’Ardèche.

## Besteigung
Die beiden Gipfel des Mont Mézenc sind im Sommer vom Parkplatz Croix des Boutières (ca. 2 km südlich der beiden Gipfel) aus problemlos in zwei bis drei Stunden hin und zurück zu erreichen. Wanderschuhe sowie die Mitnahme von Wasser und Verpflegung sind zu empfehlen.